# Равнина белого оленя (фильм)
Равни́на бе́лого оле́ня (кит. 白鹿原, пиньинь Bái Lù Yuán, палл. Бай Лу Юань) — китайский фильм по мотивам одноимённого романа Чэнь Чжунши. Режиссёр фильма Ван Цюаньань，в главных ролях Чжан Фэнъи, Дуань Ихун и Чжан Юйцы. Официально съёмки начались во Внутренней Монголии 19 сентября 2010 года и были завершены 30 января 2011.
На Берлинском кинофестивале 2012 года оператор картины Лутс Райтмайер получил приз за художественные достижения.

## В ролях
- Чжан Фэнъи[англ.] — Бай Цзясюань
- Чжан Юйцы[англ.] — Тянь Сяо
- У Ган[кит.] — Лу Цзылинь
- Лю Вэй[кит.] — Лу Сань
- Дуань Ихун[кит.] —  Хэй Ва
- Чэн Тайшэнь[кит.] — Бай Сяовэнь
- Го Тао[кит.] — Лу Чжаопэн

## Сюжет
Действие фильма рассказывает о жизни двух семейств в деревне Белый олень на фоне пятидесяти лет истории Китая. Сюжет романа охватывает времена «Большой революции», годы японско-китайской войны, трёхлетнюю борьбу между Гоминьданом и Компартией и заканчивается приходом Мао к власти.